# Championnat d'Écosse de football 1961-1962
Navigation
Édition précédente Édition suivante
La 65e édition du championnat d'Écosse de football est remportée par le Dundee Football Club. C’est le 1er titre de champion du club de Dundee. Dundee l’emporte avec 3 points d’avance sur Rangers FC. Le Celtic FC complète le podium.
Le système de promotion/relégation reste en place : descente et montée automatique, sans matchs de barrage pour les deux derniers de première division et les deux premiers de deuxième division. Stirling Albion FC et Saint Johnstone descendent en deuxième division. Ils sont remplacés pour la saison 1962/63 par Clyde FC et Queen of the South.
Avec 24 buts marqués en 34 matchs, Alan Gilzean de Dundee FC remporte pour la première fois le classement des meilleurs buteurs du championnat.

## Les clubs de l'édition 1961-1962
| \| Aberdeen FC Glasgow · Celtic - Rangers - Partick Thistle Dundee · Dundee FC-United Édimbourg · Heart - Hibernian Motherwell FC Kilmarnock FC Saint Mirren Airdrieonians Fife : Stirling-Dunfermline-Raith Rovers Saint Johnstone Falkirk FC \| Localisation des clubs engagés dans le championnat. |
| Aberdeen FC Glasgow · Celtic - Rangers - Partick Thistle Dundee · Dundee FC-United Édimbourg · Heart - Hibernian Motherwell FC Kilmarnock FC Saint Mirren Airdrieonians Fife : Stirling-Dunfermline-Raith Rovers Saint Johnstone Falkirk FC                                                           |

| Club                               | Ville       |
| ---------------------------------- | ----------- |
| Aberdeen Football Club             | Aberdeen    |
| Airdrieonians Football Club        | Airdrie     |
| Celtic Football Club               | Glasgow     |
| Dundee Football Club               | Dundee      |
| Dundee United Football Club        | Dundee      |
| Dunfermline Athletic Football Club | Dunfermline |
| Falkirk Football Club              | Falkirk     |
| Heart of Midlothian Football Club  | Édimbourg   |
| Hibernian Football Club            | Leith       |
| Kilmarnock Football Club           | Kilmarnock  |
| Motherwell Football Club           | Motherwell  |
| Partick Thistle Football Club      | Glasgow     |
| Raith Rovers Football Club         | Kirkcaldy   |
| Rangers Football Club              | Glasgow     |
| Saint Johnstone Football Club      | Perth       |
| Saint Mirren Football Club         | Paisley     |
| Stirling Albion Football Club      | Stirling    |
| Third Lanark Athletic Club         | Glasgow     |

## Compétition

### Classement
Le classement est établi sur le barème de points classique (victoire à 2 points, match nul à 1, défaite à 0).
| Rang | Équipe               | Pts | J  | G  | N  | P  | Bp | Bc | Diff |
| ---- | -------------------- | --- | -- | -- | -- | -- | -- | -- | ---- |
| 1    | Dundee FC            | 54  | 34 | 25 | 4  | 5  | 80 | 46 | +34  |
| 2    | Rangers FC T + C     | 51  | 34 | 22 | 7  | 5  | 84 | 31 | +53  |
| 3    | Celtic FC            | 46  | 34 | 19 | 8  | 7  | 81 | 37 | +44  |
| 4    | Dunfermline Athletic | 43  | 34 | 19 | 5  | 10 | 77 | 46 | +31  |
| 5    | Kilmarnock FC        | 42  | 34 | 16 | 10 | 8  | 74 | 58 | +16  |
| 6    | Heart of Midlothian  | 38  | 34 | 16 | 6  | 12 | 54 | 49 | +5   |
| 7    | Partick Thistle FC   | 35  | 34 | 16 | 3  | 15 | 60 | 55 | +5   |
| 8    | Hibernian FC         | 33  | 34 | 14 | 5  | 15 | 58 | 72 | -14  |
| 9    | Motherwell FC        | 32  | 34 | 13 | 6  | 15 | 65 | 62 | +3   |
| 10   | Dundee United        | 32  | 34 | 13 | 6  | 15 | 70 | 71 | -1   |
| 11   | Third Lanark AC      | 31  | 34 | 13 | 5  | 16 | 59 | 60 | -1   |
| 12   | Aberdeen FC          | 29  | 34 | 10 | 9  | 15 | 60 | 73 | -13  |
| 13   | Raith Rovers         | 27  | 34 | 10 | 7  | 17 | 51 | 73 | -22  |
| 14   | Falkirk FC P         | 26  | 34 | 11 | 4  | 19 | 45 | 68 | -23  |
| 15   | Airdrieonians        | 25  | 34 | 9  | 7  | 18 | 57 | 78 | -21  |
| 16   | Saint Mirren         | 25  | 34 | 10 | 5  | 19 | 52 | 80 | -28  |
| 17   | Saint Johnstone      | 25  | 34 | 9  | 7  | 18 | 35 | 61 | -26  |
| 18   | Stirling Albion FC P | 18  | 34 | 6  | 6  | 22 | 34 | 76 | -42  |

| Légende : Qualifications et relégations | Légende : Qualifications et relégations                                |
| --------------------------------------- | ---------------------------------------------------------------------- |
|                                         | Champion d'Écosse. Qualifié pour la Coupe d’Europe des clubs champions |
|                                         | Relégation en deuxième division                                        |
|                                         | T : Tenant du titre C : Vainqueur de la Coupe d'Écosse P : Promus      |

## Bilan de la saison
| Tableau d'Honneur                |            |
| Compétition                      | Vainqueur  |
| Championnat d'Écosse de football | Dundee FC  |
| Coupe d'Écosse de football       | Rangers FC |

| Promotions et relégations |                                    |
| Promus                    | Clyde FC Queen of the South        |
| Relégués                  | Stirling Albion FC Saint Johnstone |

## Statistiques

### Meilleur buteur
1. Alan Gilzean, Dundee FC, 24 buts